# Yawovi Agboyibo
Yawovi Agboyibo (ur. 31 grudnia 1943 w Kouvé, zm. 30 maja 2020 w Paryżu) – togijski polityk, premier Togo od 20 września 2006 do 6 grudnia 2007. Lider Komitetu Działania na rzecz Odnowy (Comité d’Action pour la Renouveau, CAR). Kandydat w wyborach prezydenckich w 1998, 2003 oraz w 2010.

## Życiorys
Yawovi Agboyibo urodził się w Kouvé w prefekturze Yoto. Z wykształcenia prawnik, ukończył studia prawnicze w Orleanie, Abidżanie oraz Lomé. W 1960 wstąpił w szeregi adwokatury, na czele której stał od 1987 do 1990. W latach 1990–1995 był prezesem Związku Adwokatów Afryki Zachodniej. W latach 1985–1991 wchodził w skład Zgromadzenia Narodowego (parlamentu) jako niezależny deputowany. Był aktywnym działaczem praw człowieka. W październiku 1987 stanął na czele utworzonej przez togijski rząd Narodowej Komisji Praw Człowieka (Commission Nationale des Droits de l’Homme, CNDH), pełniąc ten urząd do 1990.
W 1990 wszedł w skład Komisji Konstytucyjnej. W tym samym roku założył partię polityczną, Front Stowarzyszeń na rzecz Odnowy (Front des Associations pour le Renouveau, FAR), która rok później przekształciła się w Komitet Działania na rzecz Odnowy (Comité d’Action pour la Renouveau, CAR). W lipcu i sierpniu 1991 uczestniczył w Narodowej Konferencji, zadaniem której było zaprowadzenie w kraju demokratycznego systemu rządów. W jej rezultacie, w 1991 został członkiem Najwyższej Rady Republiki, pełniącej rolę przejściowego parlamentu od 1991 do 1992. W latach 1990–1995 wchodził w skład Papieskiej Rady Sprawiedliwości i Pokoju.
Choć początkowo był kandydatem w wyborach prezydenckich w sierpniu 1993, wycofał się ostatecznie z udziału w nich i razem z innym kandydatem opozycji, Edemem Kodjo, ogłosił bojkot głosowania. Zarzucił administracji prezydenta Gnassingbé Eyadémy oszustwa wyborcze, w tym fałszowanie list wyborców. Wybory ze zdecydowaną przewagą wygrał urzędujący prezydent Eyadema.
W 1994 został wybrany do Zgromadzenia Narodowego i zasiadał w nim do 1999. Był w tym czasie przewodniczącym klubu parlamentarnego CAR. W czerwcu 1998 wziął udział w wyborach prezydenckich, w których według oficjalnych wyników zajął trzecie miejsce i zdobył 9,6% głosów poparcia, przegrywając z prezydentem Eyademą. Odrzucił jednak wyniki wyborów, oskarżając władze o fałszerstwa. Opozycja ogłosiła, że prawdziwym zwycięzcą wyborów został jej kandydat, Gilchrist Olympio.
W 2001 został oskarżony o znieważenie premiera Agbéyomé Kodjo. Miał dwa lata wcześniej zarzucić premierowi, że ten współpracował z grupami bojówkarzy w czasie gdy był dyrektorem portu w Lomé. 3 sierpnia 2001 Agboyibo został skazany na 6 miesięcy więzienia i grzywnę w wysokości 100 tys. franków CFA. W styczniu 2002 sąd apelacyjny oddalił zarzuty przeciwko niemu, jednak z więzienia Agboyibo został zwolniony dopiero 14 marca 2002, decyzją prezydenta Eyademy.
W czerwcu 2003 po raz drugi wziął udział w wyborach prezydenckich, zajmując według oficjalnych wyników trzecie miejsce z 5,1% głosami poparcia. Również i tym razem odrzucił oficjalne wyniki, które wskazywały na zwycięstwo Eyademy (57,8%). Jego zdaniem wybory miał wygrać kandydat opozycyjnej partii UFC, Emmanuel Bob-Akitani, który zamiast oficjalnych 33,7% głosów miał zdobyć 54,8% głosów. On sam miał uzyskać ponad 13% głosów, a prezydent Eyadema tylko ok. 11%.
W latach 1996–2004 pełnił funkcję przewodniczącego Związku Afrykańskich Partii na rzecz Demokracji i Rozwoju. W czasie wyborów prezydenckich w kwietniu 2005, wygranych przez syna zmarłego prezydenta Gnassingbé Eyadémy – Faure Gnassingbé, był generalnym koordynatorem opozycji. Dzień przed głosowaniem określił wybory wyborczą maskaradą. Po wygranej, nowy prezydent, próbując załagodzić napięcia w kraju rozpoczął dialog z opozycją. Od kwietnia do sierpnia 2006 Agboyibo pełnił funkcję przewodniczącego Biura Dialogu Międzytogijskiego.

### Premier
16 września 2006 został mianowany przez prezydenta Faure Gnassingbé na urząd premiera. Cztery dni później utworzył gabinet składający się z 35 ministrów.
W wyborach parlamentarnych z 14 października 2007 startował z list partii CAR w prefekturze Yoto. Został jednym z czterech kandydatów tej partii, którzy uzyskali mandat w Zgromadzeniu Narodowym. Po wyborach, 13 listopada 2007 premier Agboyibo podał swój rząd do dymisji. 3 grudnia 2007 prezydent mianował jego następcą Komlana Mally’ego, który oficjalnie objął urząd 6 grudnia 2007.
W październiku 2008 został wybrany kandydatem CAR w wyborach prezydenckich w 2010. 15 stycznia 2010 oficjalnie zgłosił swoją kandydaturę do komisji wyborczej. W wyborach 4 marca 2010 zajął trzecie miejsce, zdobywając 2,96% głosów.